# فيرنون إل. غروز
فيرنون إل. غروز (بالإنجليزية: Vernon L. Grose) هو مهندس فضاء جوي ومهندس أمريكي، ولد في 27 يونيو 1928 في سبوكين في الولايات المتحدة.

## وصلات خارجية
- فيرنون إل. غروز على موقع IMDb (الإنجليزية)